# Аль-Аббас аль-Мустаин Биллах
Абу-ль-Фадль аль-Аббас ибн Мухаммад аль-Мустаин Биллах, известный как аль-Мустаин II (араб. المستعين بالله‎; 1390 — февраль или март 1430) — десятый аббасидский халиф в Каире, правивший под опекой мамлюкских султанов с 1406 до 1414. Он был единственным Каирским халифом из династии Аббасидов который пришёл к власти, как султан Египта. Его правление продолжалось в течение шести месяцев в 1412 году. Все остальные Аббасидские халифы Каира были духовными руководителями, но не имели светскую власть.

## Биография
Аль-Мустаин был сыном аль-Мутаваккиля и турецкой наложницы по имени Бей Хатун. Он наследовал своему отцу в качестве халифа 22 января 1406 года. В то время реальная светская власть принадлежала мамлюкским султанам из династии бурджитов, а в руках аббасидских халифов была сосредоточена лишь духовная власть. Аль-Мустаин сопровождал султана Фараджа ан-Насир в его кампании в Леванте (Шам) против восставших эмиров Алеппо и Триполи. После поражения Фараджа при Ладжуне 25 апреля 1412 года в султанате воцарилась анархия. Аль-Мустаин был захвачен повстанцами, которые соревновались друг против друга за султанат. Младший сын Фараджа, Фатхуллах, предложил спорящим назначить аль-Мустаина султаном.
После официального снятия с должности Фараджа, аль-Мустаин нехотя принял титул султана 7 мая 1412 года. Он согласился принять пост только после того, как были получены заверения от мамлюков, что он сохранит свою должность халифа в случае его отстранения от титула султана. Фарадж сдался и был приговорен к смертной казни. Его казнь состоялась 28 мая 1412 года. Мамлюкский султанат был разделён на две части: Навруз аль-Хафизи получил сирийские провинции, а аль-Мустаин возвратился в Египет в сопровождении Шейха аль-Махмуди и Бактамура Джиллика. Аль-Мустаин поселился в Каирской цитадели 12 июля 1412 года. Он сам участвовал в назначении и освобождении от должности членов правительства. Были отчеканены монеты с его именем. Этим он обозначил свое намерение править как султан, а не исполнять номинальную роль. Обеспокоенный такой перспективой, Шейх аль-Махмуди начал постепенно изолировать аль-Мустаин, почти превратив его в политического заключенного. Смерть Бактамура Джиллика 15 сентября ускорила узурпацию власти Шейхом аль-Махмуди, который 6 ноября провозгласил себя султаном. После долгих раздумий, аль-Мустаин официально отрёкся от султаната. Выполнив роль промежуточного султана, он, как оговаривалось, остался халифом. Однако 9 марта 1414 года Шейх аль-Махмуди свергнул его с поста халифа, и заменил его братом аль-Мутадидом II.
Мусульманские богословы признали незаконным отстранение аль-Мустаина. Используя это, Навруз аль-Хафизи решил выступить против Шейха аль-Махмуди. В конце января 1417 года аль-Мустаин вместе с тремя сыновьями Фарджа был отправлен в Александрию. По данным ас-Суюти, аль-Мустаин оставался в средиземноморском городе до правления султана аль-Муайяда Сайфу-д-дина Татара I. После освобождения ему разрешили вернуться в Каир, но он предпочёл остаться в Александрии, где он получал значительные суммы денег от купцов. Аль-Мустаин умер от чумы в 1430 году в возрасте не более 40 лет. В ретроспективе, короткое правление султана аль-Мустаина рассматривается как неудачная попытка возрождения власти Аббасидов. В 1455 году его брат аль-Каим подобным образом пытался удержать власть султана. Тем не менее, позиции халифа аль-Мустаина были признаны правителями, которые правили далеко за пределами Египта, таких как Гиясуддин Азам Шах из Бенгалии, отправивший ему крупные суммы денег.

## Примечание
1. 1 2 3 4 5 6 7  Holt, Peter Malcolm (1993). Al-Musta'in (II). The Encyclopaedia of Islam: New Edition. Vol. VII (Mif – Naz) (2nd ed.). Leiden: E.J. Brill. p. 723. ISBN 978-90-04-09419-2.
2. 1 2 3  King, Joan Wucher. Historical Dictionary of Egypt. — American University in Cairo Press[англ.], 1989. — С. 453—454. — (Books of Lasting Value). — ISBN 978-977-424-213-7.
3. ↑  Arnold, T. W. (1993). Khalifa. In Houtsma, Martijn Theodoor (ed.). E.J. Brill's First Encyclopaedia of Islam, 1913–1936. Vol. IV (ʿItḳ – Kwaṭṭa) (Reprinted 1st ed.). Leiden: E.J. Brill. p. 883. ISBN 978-90-04-09790-2. Дата обращения: 15 октября 2010. But not a single one of them (with the exception of Musta'in, who was made the plaything of rival political factions in 1412 and for six months was styled Sultan) ever exercised any function of government or enjoyed any political power.
4. ↑  International Encyclopaedia of Islamic Dynasties (англ.) / Singh, Nagendra Kumar. — New Delhi: Anmol Publications, 2002. — P. 199. — ISBN 978-81-261-0403-1.. — «These Caliphs were the spiritual heads only. All temporal authority lay with the Mamluk Sultans. [...] In 1412 C.E. the Caliph Al Mustain captured temporal power as well, but he could not hold such power for more than six months. The Caliphs who followed him had to remain content as spiritual heads only.».
5. 1 2 3 4 5  Jalalu'ddin as-Suyuti. Al Musta'in Bi'llah Abu'l Fadhl // Tarikh al-khulafa. — Calcutta: The Asiatic Society, 1881. — С. 534—538.

## Дальнейшее чтение
- Garcin, Jean-Claude. Histoire, opposition, politique et piétisme traditionaliste dans le Ḥusn al Muḥādarat de Suyûti (фр.) // Annales Islamologiques. — Institut Français d'Archéologie Orientale[англ.], 1967. — Vol. 7. — P. 33—90. Архивировано 24 июля 2011 года.
- Holt, P. M. Some Observations on the 'Abbāsid Caliphate of Cairo (англ.) // Bulletin of the School of Oriental and African Studies[англ.] : journal. — University of London, 1984. — Vol. 47, no. 3. — P. 501—507. — JSTOR 618882.